# Odontarthria
Odontarthria is een geslacht van vlinders van de familie snuitmotten (Pyralidae), uit de onderfamilie Phycitinae.

## Soorten
- O. ochrivenella Ragonot, 1893
- O. tropica Roesler, 1983